# CertiCon
CertiCon a.s. je česká IT společnost založená v roce 1996, jako spin-off firma[ujasnit] Českého vysokého učení technického v Praze. Od roku 1996 CertiCon úzce spolupracuje s Katedrou kybernetiky FEL ČVUT a s Technickou univerzitou ve Vídni. 

## Činnost
Společnost se zaměřuje na služby v oblasti návrhu, vývoje, verifikace a testování softwaru, návrhu analogových a digitálních elektronických obvodů pro operačně či životně kritické aplikace v informačních technologiích, lékařské elektronice, telekomunikační technice, automobilové technice a systémech pro průmyslové řízení, predikci a rozhodování. Více než 80% všech služeb poskytovaných společností CertiCon je exportováno do USA a zemí EU.[zdroj?]
V soutěži European Business Awards 2015/2016 se CertiCon umístil v kategorii Ocenění za inovace (The UKTI Award for Innovation) mezi deseti nejinovativnějšími evropskými společnostmi.